# Cabrera, Balearerna
Illa de Cabrera är en ö i Spanien. Den ligger i regionen Balearerna, i den sydöstra delen av landet. Ön är Nationalpark.